# Herbeville
Herbeville és un municipi francès, situat al departament d'Yvelines i a la regió de Illa de França. L'any 2007 tenia 276 habitants.
Forma part del cantó d'Aubergenville, del districte de Saint-Germain-en-Laye i de la Comunitat de comunes Gally Mauldre.

## Demografia

### Població
El 2007 la població de fet de Herbeville era de 276 persones. Hi havia 98 famílies, de les quals 12 eren unipersonals (12 dones vivint soles i 12 dones vivint soles), 39 parelles sense fills i 47 parelles amb fills.
La població ha evolucionat segons el següent gràfic:
Habitants censats

### Habitatges
El 2007 hi havia 121 habitatges, 100 eren l'habitatge principal de la família, 15 eren segones residències i 6 estaven desocupats. 111 eren cases i 9 eren apartaments. Dels 100 habitatges principals, 79 estaven ocupats pels seus propietaris, 17 estaven llogats i ocupats pels llogaters i 4 estaven cedits a títol gratuït; 5 tenien dues cambres, 12 en tenien tres, 12 en tenien quatre i 71 en tenien cinc o més. 72 habitatges disposaven pel capbaix d'una plaça de pàrquing. A 24 habitatges hi havia un automòbil i a 74 n'hi havia dos o més.

### Piràmide de població
La piràmide de població per edats i sexe el 2009 era:
| Homes | Edats   | Dones |
| ----- | ------- | ----- |
| 0     | 95 o +  | 0     |
| 0     | 90 a 94 | 0     |
| 0     | 85 a 89 | 4     |
| 0     | 80 a 84 | 0     |
| 0     | 75 a 79 | 0     |
| 4     | 70 a 74 | 0     |
| 0     | 65 a 69 | 12    |
| 16    | 60 a 64 | 16    |
| 16    | 55 a 59 | 12    |
| 12    | 50 a 54 | 8     |
| 16    | 45 a 49 | 16    |
| 16    | 40 a 44 | 8     |
| 8     | 35 a 39 | 8     |
| 4     | 30 a 34 | 8     |
| 0     | 25 a 29 | 8     |
| 16    | 20 a 24 | 8     |
| 12    | 15 a 19 | 8     |
| 16    | 10 a 14 | 12    |
| 8     | 5 a 9   | 8     |
| 4     | 0 a 4   | 8     |

## Economia
El 2007 la població en edat de treballar era de 188 persones, 151 eren actives i 37 eren inactives. De les 151 persones actives 141 estaven ocupades (81 homes i 60 dones) i 10 estaven aturades (4 homes i 6 dones). De les 37 persones inactives 13 estaven jubilades, 11 estaven estudiant i 13 estaven classificades com a «altres inactius».

### Ingressos
El 2009 a Herbeville hi havia 101 unitats fiscals que integraven 291 persones, la mediana anual d'ingressos fiscals per persona era de 36.942 €.

### Activitats econòmiques
Dels 16 establiments que hi havia el 2007, 4 eren d'empreses de construcció, 1 d'una empresa de comerç i reparació d'automòbils, 1 d'una empresa financera, 1 d'una empresa immobiliària, 5 d'empreses de serveis, 1 d'una entitat de l'administració pública i 3 d'empreses classificades com a «altres activitats de serveis».
Els 3 serveis als particulars que hi havia el 2009 eren electricistes.

## Equipaments sanitaris i escolars
El 2009 hi havia una escola elemental.

## Poblacions properes
El següent diagrama mostra les poblacions més properes.